# Ewa Zgrabczyńska
Ewa Róża Zgrabczyńska (ur. 26 czerwca 1971 w Poznaniu) – polska zoolożka, dyrektorka Ogrodu Zoologicznego w Poznaniu (Stare i Nowe Zoo) w latach 2016–2024.

## Życiorys
Absolwentka Wydziału Biologii na Uniwersytecie im. Adama Mickiewicza w Poznaniu, gdzie prowadziła badania naukowe dotyczące zachowań oraz biologii zwierząt żyjących na wolności i w warunkach wiwaryjnych.
22 października 1999 roku uzyskała doktorat na UAM na podstawie pracy pt. Tło demograficzne a zachowania socjalno-przestrzenne myszy leśnej Apodemus flavicollis (Melchior 1834), przygotowanej pod kierunkiem Klary Bartkowskiej. W tym samym roku otrzymała stypendium Fundacji na rzecz Nauki Polskiej na półroczny pobyt w Norweskim Instytucie Polarnym w Tromsø w Norwegii, gdzie badała zależności między demografią a organizacją socjalno-przestrzenną populacji nornika północnego. 
Była następnie pracowniczką naukową Zakładu Zoologii Systematycznej w Instytucie Biologii Środowiska Wydział Biologii UAM. Jest autorką publikacji naukowych i popularnonaukowych dotyczących ochrony zwierząt oraz ekologii.
W 2015 roku została wybrana w drodze konkursu na stanowisko dyrektora Zoo w Poznaniu, które formalnie objęła 10 stycznia 2016 roku. 
W roku akademickim 2023/2024 prowadziła zajęcia na Wydziale „Artes Liberales” Uniwersytetu Warszawskiego.

## Kontrowersje
4 marca 2024 roku Ewa Zgrabczyńska została zatrzymana przez policję pod zarzutami przekroczenia uprawnień funkcjonariusza publicznego, działania na szkodę interesu publicznego, w tym oszustwa i przywłaszczenia mienia na szkodę miasta, poświadczenia nieprawdy w dokumentacji i ukrywania majątku ze szkodą dla wierzycieli. Prokuratura zdecydowała się na zastosowanie wobec niej dozoru policyjnego połączonego z zakazem kontaktowania się ze świadkami, a także zawiesił ją w czynnościach dyrektora zoo i zakazał wstępu na jego teren do czasu zakończenia postępowania. Za zarzucane czyny zoolożce grozi do dziesięciu lat pozbawienia wolności. Zawiadomienie o popełnieniu przestępstwa złożył biznesmen uwikłany wcześniej w spory prawne z instytucjami publicznymi Wielkopolski. Po zatrzymaniu Zgrabczyńskiej do wiceprezydenta Poznania Jędrzeja Solarskiego wpłynął list poparcia dla niej, podpisany przez ponad 60 spośród ponad 150 pracowników zoo.

## Publikacje książkowe
- (red., z Piotrem Ćwiertnią i Joanną Ziomek) Animals, Zoos and Conservation, Ogród Zoologiczny w Poznaniu, Poznań 2006, ISBN 978-83-921021-3-7.
- Tygrysie serce. Moje życie ze zwierzętami, Znak, Kraków 2020, ISBN 978-83-2406-030-6.
- Łapa w łapę. Sekretne życie leśnych zwierząt, Znak Emotikon, Kraków 2021, ISBN 978-83-2405-232-5 – książka dla dzieci.
- Nieumarłe. Na ratunek lwom, tygrysom i innym czworonożnym przyjaciołom, Znak, Kraków 2022, ISBN 978-83-240-4443-6.